# یانگ‌وانگ یو۹
یانگ‌وانگ یو۹ (انگلیسی: Yangwang U9) یک خودروی سوپر اسپورت کوپه برقی باتری‌دار است که توسط شرکت خودروسازی بی‌وای‌دی تحت برند خودروی لوکس یانگ‌وانگ تولید می‌شود. یو۹ دومین خودروی برند یانگ‌وانگ پس از خودروی شاسی‌بلند بیابانگرد یانگ‌وانگ یو۸ است و به‌طور رسمی در نمایشگاه خودروی شانگهای در آوریل ۲۰۲۳ معرفی شد.

## مرور کلی
یو۹ توسط طراح خودروی آلمانی، وولفگانگ ایگر توسعه داده شد؛ کسی که پیش‌تر به‌عنوان طراح ارشد آلفا رومئو، آئودی و لامبورگینی فعالیت داشت و از سال ۲۰۱۷ همکاری خود را با شرکت خودروسازی بی‌وای‌دی آغاز کرد.
یو۹ نخستین بار در ۶ آوریل ۲۰۲۳ معرفی شد و در فوریه ۲۰۲۴ به بازار عرضه گردید. تولید انبوه آن به‌طور رسمی در ۱۶ اوت ۲۰۲۴ آغاز شد.
یو۹ در نوامبر ۲۰۲۴ به یک زمان ثبت‌نشدهٔ ۷ دقیقه و ۱۷٫۹ ثانیه در پیست نوربورگ‌رینگ دست یافت. همچنین به سرعت نهایی خط مستقیم ۳۹۱٫۹۴ کیلومتر بر ساعت رسید، که آن را به سریع‌ترین خودروی چینی تولید انبوه تبدیل می‌کند.

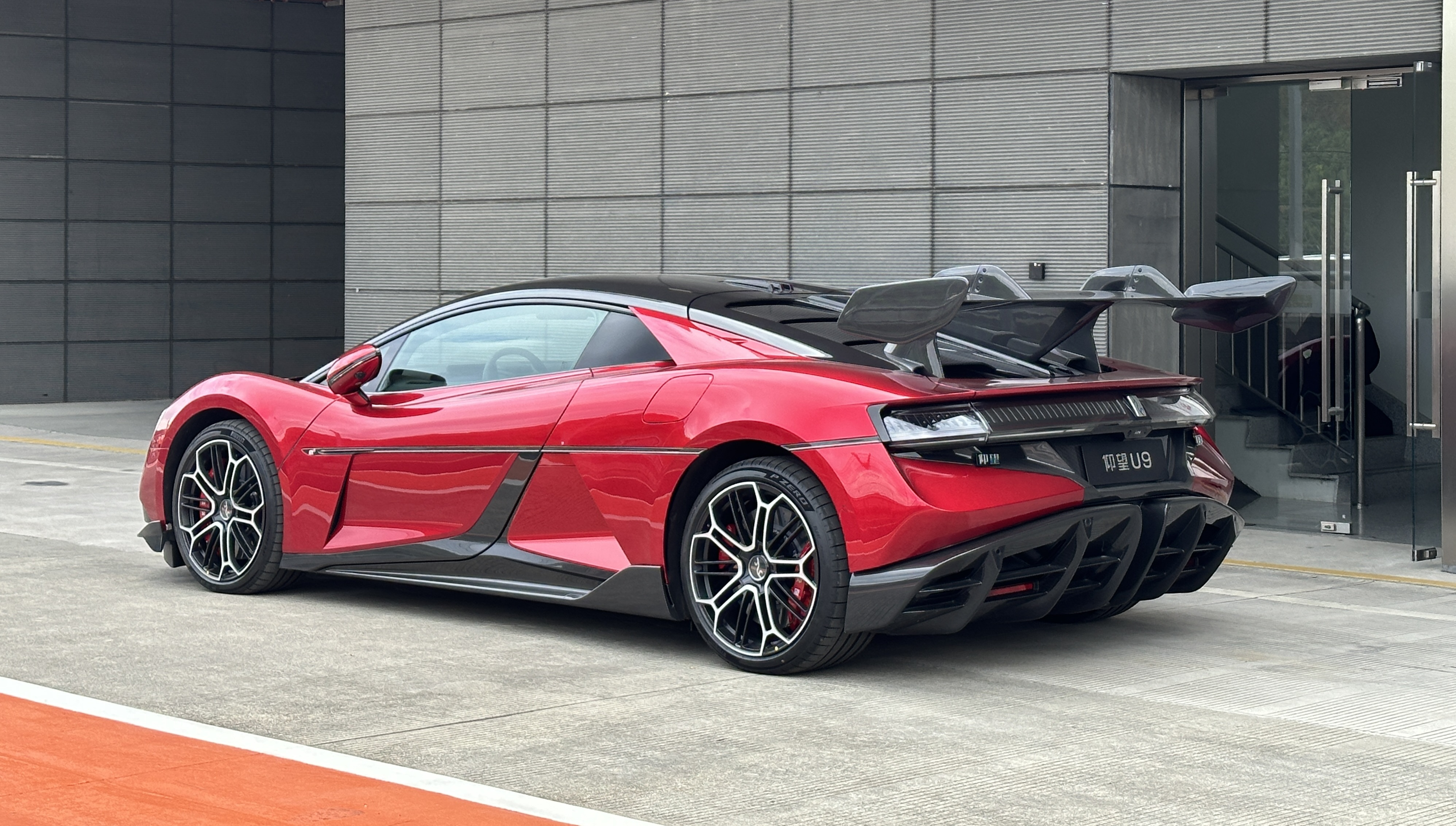
نمای پشتی

## مشخصات فنی
یو۹ به چهار موتور الکتریکی مجهز است که مجموع توان خروجی آن‌ها ۹۶۰ کیلووات (۱٬۲۹۰ اسب بخار) است و حداکثر بُرد آن بر اساس چرخه تست خودروهای سبک چین (CLTC) برابر با ۴۵۰ کیلومتر اعلام شده است. شرکت خودروسازی بی‌وای‌دی زمان شتاب ۰ تا ۱۰۰ کیلومتر بر ساعت را ۲٫۳۶ ثانیه و زمان طی مسیر یک‌چهارم مایل (۴۰۲ متر) را ۹٫۷۸ ثانیه گزارش کرده است.
یو۹ با معماری الکتریکی ۸۰۰ ولتی ساخته شده و حداکثر توان شارژ دی‌سی آن ۵۰۰ کیلووات است. مدت زمان شارژ از ۳۰٪ تا ۸۰٪ حدود ۱۰ دقیقه طول می‌کشد. این خودرو همچنین از قابلیت شارژ دوتایی پشتیبانی می‌کند، به این معنا که می‌توان دو شارژر را به‌صورت هم‌زمان به آن متصل کرد تا سرعت شارژ افزایش یابد.
همانند یو۸، مدل یو۹ نیز به سیستم محرکهٔ چرخ مستقل اختصاصی بی‌وای‌دی با نام "e4" مجهز است، که به خودرو امکان می‌دهد در صورت از دست دادن کشش یا ترکیدن تایر در سرعت بالا، گشتاور را میان چهار چرخ به‌طور مجدد توزیع کند؛ و همچنین به سیستم تعلیق فعال "دی‌سوس" مجهز است که امکان تنظیم مجدد ارتفاع هر چرخ نسبت به زمین را فراهم می‌کند و حتی توانایی انجام یک پرش عمودی کوتاه را دارد. سیستم تعلیق فعال شامل سه بخش مختلف است: دی‌سوس-سی که میرایی متغیر را کنترل می‌کند، دی‌سوس-اِی که مسئول سیستم تعلیق بادی است، و دی‌سوس-پی که سیستم هیدرولیکی را کنترل می‌کند. در مورد پرش عمودی، ابتدا خودرو جمع می‌شود و سپس به بالا پرتاب می‌شود، به‌طوری که هر چهار چرخ به‌طور هم‌زمان از زمین جدا می‌شوند. شرکت بی‌وای‌دی دلیل مشخصی برای این قابلیت پرش در یو۹ اعلام نکرده است، اما این ویژگی برای نمایش سیستم کنترل بدنهٔ "دی‌سوس-ایکس" طراحی شده است.
این خودرو در سال ۲۰۲۴ با قیمت ۱٫۶۸ میلیون یوان (۲۳۶٬۰۰۰ دلار آمریکا؛ ۲۱۵٬۰۰۰ یورو) عرضه شد.

## تولید و فروش
| سال  | فروش | تولید کلی |
| سال  | چین  | تولید کلی |
| ---- | ---- | --------- |
| ۲۰۲۴ | ۸۸   | ۸۸        |